# Mike Epps

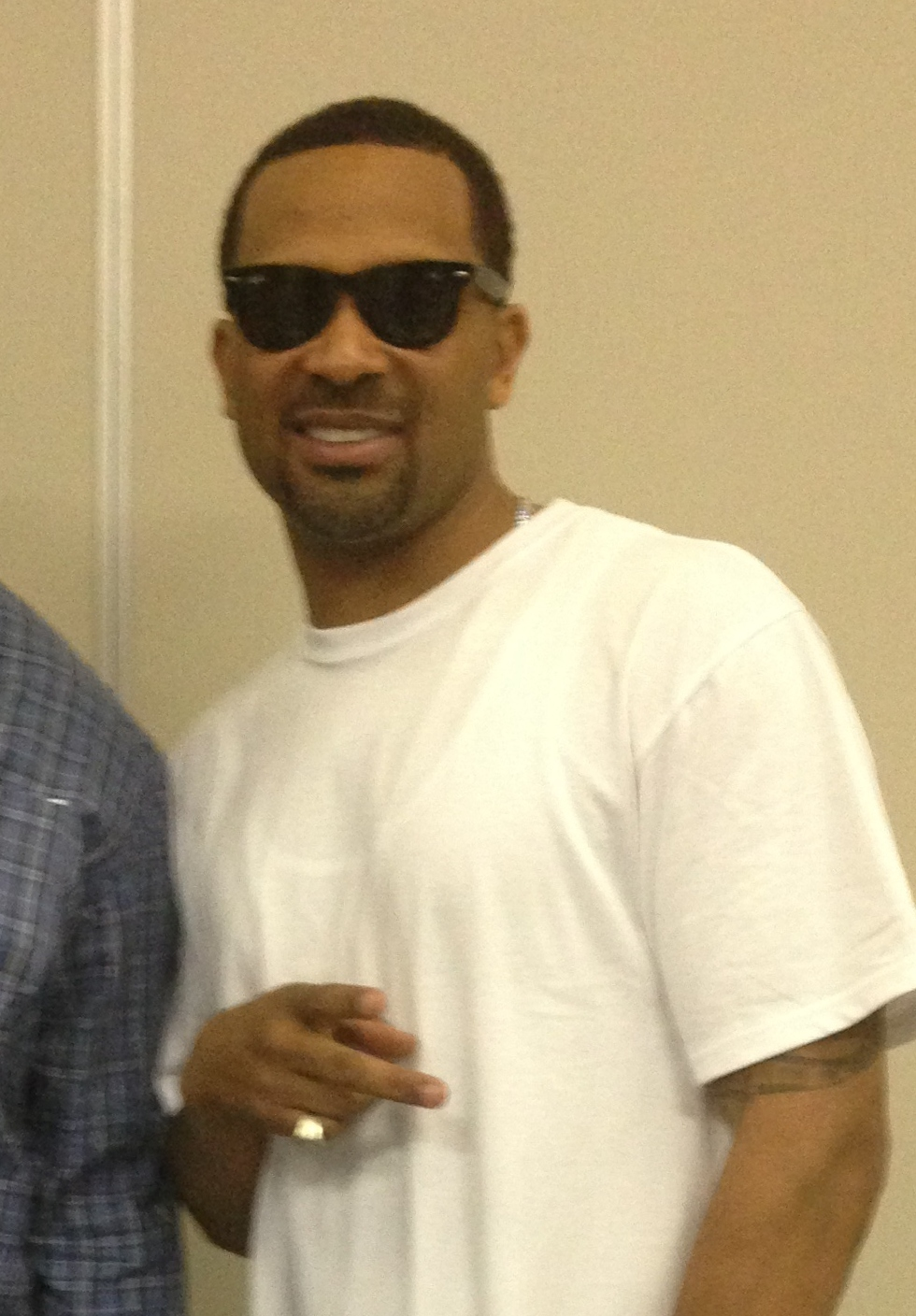
Mike Epps (2013)

Michael Elliot "Mike" Epps là một diễn viên điện ảnh, diễn viên lồng tiếng và diễn viên tấu hài, nhà văn, rapper, nhà sản xuất phim Mỹ. Anh được biết đến nhiều nhất với diễn xuất Day-Day Jones trong Next Friday và phần tiếp theo của phần tiếp theo, Friday After Next, và cũng diễn trong The Hangover, trong vai "Black Doug". Anh lồng tiếng cho Boog trong Open Season 2 (phần tiếp theo của Open Season), nhưng bị thay thế bởi Matthew J. Munn trong Open Season 3.
Đến thời điểm năm 2010, Epps là nhà sản xuất phim tài liệu về cuộc đời của các cựu thành viên của Outlawz của Tupac Shakur, Napoleon: Life of an Outlaw.

## Tiểu sử
Epps có tên lúc sinh Michael Elliot Epps tại bệnh viện Wishard ở Indianapolis, Indiana. Năng khiếu hài bẩm sinh của Epps đã được khuyến khích từ nhỏ, và cậu đã diễn tấu hài lúc còn tuổi teen. Epps đã chuyển đến Atlanta nơi cậu làm việc tại Comedy Act Theater, trước khi chuyển đến Brooklyn để diễn vai chính trong Def Comedy Jam vào năm 1995. Epps kết thúc ở tua Def Comedy Jam và diễn chính trong hai Def Comedy Jam của HBO.